# Toana caustipennis
Toana caustipennis är en fjärilsart som beskrevs av George Francis Hampson 1897. Toana caustipennis ingår i släktet Toana och familjen nattflyn. Inga underarter finns listade i Catalogue of Life.